# Emilio Ambrosini
Emilio Ambrosini (Trst, 1850. – Beč, 1. prosinca 1912.), talijanski arhitekt koji je djelovao u Rijeci.

## Životopis
U rodnom je gradu završio brodograđevnu školu. Nakon nekoliko godina boravka u ratnoj mornarici odlazi u Graz gdje studira na Visokoj tehničkoj školi, koju završava 1876. godine.
Godine 1884. nastanjuje se u Rijeci gdje pokreće atelijer i vlastito građevno poduzetništvo. Iste godine radi projekt prihvatilišta „Clotide“. Oko 1895. izvodi kompleks zgrada u parku vile Vranyczany.
Iako radi u duhu kasnog historicizma, početkom 20. stoljeća prihvaća secesijske stilske odrednice. U tom duhu početkom 20. stoljeća radi palaču Zmajić (Splitska/Adamićeva) i kuću Jugo (Studentska ulica). Najznačajnija dva Ambrosinijeva ostvarenja u Rijeci su Kuća Rauschel - Hotel Royal (Korzo 9/ Adamićeva 10, 1906.) i Hotel Bristol (Krešimirova 12, 1908. – 1909.) na kojima se očituje duboki utjecaj Otta Wagnera i njegove bečke škole.
Godine 1909. realizira kompleks stambenih objekata Sambalino-Plöech na Potoku. Na tom se projektu Ambrosini dokazao i kao vrstan urbanist.
Umire u Beču u punom naponu stvaralačke snage, ali je pokopan je na Trsatskom groblju na Sušaku.

## Vanjske poveznice
- Arhitektura secesije u Rijeci 1900.-1925. (slike)  Arhivirana inačica izvorne stranice od 29. rujna 2007. (Wayback Machine)